# Live Mesh
Live Mesh – system synchronizacji danych firmy Microsoft pozwalający na zdalne przechowywanie plików na serwerach Microsoftu oraz ich synchronizację na wielu urządzeniach.
Dla użytkowników usługi Live Mesh dostępne jest oprogramowanie pozwalające na:
- dodawanie folderów systemu plików do usługi Live Mesh,
- synchronizację folderów z ich wersją przechowywaną na zdalnych serwerach,
- zdalne łączenie się z komputerami na których uruchomione jest oprogramowanie Live Mesh.

Dodatkowo system umożliwia korzystanie w tzw. Live Desktop czyli pulpitu prezentowanego w oknie przeglądarki (po uprzednim zalogowaniu się). Posiada on te same funkcjonalności co oprogramowanie Live Mesh z wyjątkiem synchronizacji folderów (jako że zawsze prezentuje on aktualne foldery na serwerach zdalnych i nie wymaga synchronizacji). Live Desktop jest również przystosowany do użycia za pomocą telefonu komórkowego jednak w takim przypadku nie umożliwia on uzyskania zdalnego połączenia.
Aktualnie Live Mesh jest w fazie beta, a ilość danych przechowywanych zdalnie ograniczona jest do 5 GB. Podobne funkcjonalności oferują usługi Windows Live Sync oraz Windows Live SkyDrive.